# حداقل سرعت ۳۰ کیلومتر
حداقل سرعت ۳۰ کیلومتر جزء نشان‌های بازدارنده یا انتظامی راهنمایی و رانندگی است. وسایل نقلیه در مسیرهایی که این تابلو نصب است به هیچ وجه نباید سرعت‌شان را کمتر از ۳۰ کیلومتر بر ساعت کنند. این نشان در ایران نیز رایج است.